# Castlevania (serie de televisión)
Castlevania es una serie de televisión estadounidense de animación creada por Sam Deats y Warren Ellis para la plataforma Netflix. Basada en la serie de videojuegos Castlevania y concretamente en el videojuego de 1989, Castlevania III: Dracula's Curse de Konami.
La serie sigue las aventuras de Trevor Belmont, que intentará defender la nación de Wallachia de la amenaza de Dracula y su ejército. 
La primera temporada, que constó de 4 capítulos, vio la luz el 7 de julio de 2017 y fue renovada por una segunda temporada de 8 episodios. Una segunda temporada se estrenó en octubre de 2018, mientras que la tercera temporada se emitió en 2020.
Una serie secuela, titulada Castlevania: Nocturne, se estrenó en Netflix el 28 de enero de 2023. Una segunda temporada se estrenó el 16 de enero de 2025 en la misma plataforma. La serie se desarrolla 300 años después de los eventos de la serie original.

## Argumento
Cuando su esposa es quemada en la hoguera después de ser falsamente acusada de brujería, el conde Vlad Dracula Tepes declara que toda la gente de Wallachia lo pagará con sus vidas. Su ejército de monstruos y demonios arrasa el país, haciendo que la gente viva con temor y desconfianza. Para combatir esto, el cazador de demonios Trevor Belmont, se alza en armas contra las fuerzas de Dracula, ayudado por la maga Sypha Belnades y el hijo de Dracula, Adrian Alucard Tepes.

## Reparto
- Richard Armitage como Trevor Belmont, el último miembro del clan Belmont, una desgraciada familia de cazadores de monstruos.[5]
- James Callis como Adrian Alucard Tepes, un dhampiro hijo de Dracula y Lisa Tepes, que busca proteger a la humanidad de su padre.[5]
- Graham McTavish como Vlad Dracula Tepes, un vampiro que juró venganza sobre la humanidad, por la muerte de su esposa Lisa, convocando a un ejército de monstruos para destruir a todo el pueblo de Wallachia.[5]
- Alejandra Reynoso como Sypha Belnades una Oradora y nieta de El anciano, quien maneja poderosa magia.[5]
- Tony Amendola como The Elder (El anciano), el líder del grupo de Oradores que tratan de ayudar al pueblo de Gresit, y de quien Trevor se hace amigo.[5]
- Matt Frewer como The Bishop (El obispo), un clérigo que manda a la hoguera a Lisa Tepes, acusada de brujería, que más tarde será nombrado el obispo de Gresit.[5]
- Emily Swallow como Lisa Tepes, la esposa de Dracula, que es quemada en la hoguera acusada de brujería.[5]
- Theo James como Héctor, un maestro de la forja del diablo llamado a servir a Drácula en su guerra contra la humanidad. Odia a la humanidad, pero su ingenuidad lo hace fácil de engañar o manipular.
- Adetokumboh M'Cormack como Isaac, un rival demoníaco forjador y feroz leal de Drácula que ayuda a liderar su ejército.
- Jaime Murray como Carmilla, una intrigante amante vampiresa y miembro del consejo de guerra de Drácula que busca usurparlo.
- Peter Stormare como Godbrand, un señor de la guerra de vampiros vikingos llamado a servir a Drácula en la batalla contra Valaquia. Muere asesinado por Isaac.
- Jessica Brown-Findlay como Lenore, hermana de Carmilla (temporada 3).
- Yasmine Al Massri como Morana, hermana de Carmilla (temporada 3).
- Ivana Miličević como Striga, hermana de Carmilla (temporada 3).
- Bill Nighy como el conde Saint Germain (temporada 3).
- Navid Negahban como Sala, el prior de Lidenfeld (temporada 3).
- Jason Isaacs como el Juez, líder del pueblo de Lindenfeld (temporada 3).
- Tōru Uchikado como Taka (temporada 3).
- Rila Fukushima como Sumi (temporada 3).
- Barbara Steele como Miranda (temporada 3).
- Lance Reddick como el Capitán (temporada 3).
- Malcolm McDowell como Varney, un vampiro de Londres y exagente del ejército de Drácula que busca resucitar a su maestro. (temporada 4)
- Toks Olagundoye como Zamfir, la jefa de guardia del Tribunal Subterráneo de Targoviste. (temporada 4)
- Marsha Thomason como Greta de Danesti, la dueña de la ciudad de Danesti que lucha contra las criaturas. (temporada 4)
- Titus Welliver como Ratko, un vampiro guerrero eslavo. (temporada 4)
- Gildart Jackson como Ser Mosca, un demonio creado por Isaac y una de las especies más extrañas capaz de hablar el idioma humano. (temporada 4)
- Christine Adams como The Alchemist (La alquimista), una hechicera poderosa que reside en el Corredor Infinito y lo controla. (temporada 4)
- Matthew Waterson como Dragan, un vampiro guerrero que quiere resucitar a Drácula. (temporada 4)

## Producción
Originalmente, en el año 2007, la idea fue la de crear una película basada en el guion de Warren Ellis, pero el proyecto no comenzó a desarrollarse hasta 2015, cuando encontraron la ayuda de los estudios de animación Frederator Studios y Powerhouse Animation Studios, y a los que se unió la plataforma Netflix. 
El estilo artístico está claramente influenciado por el anime japonés, y el trabajo creativo de Ayami Kojima en Castlevania: Symphony of the Night.

## Episodios
| Temporada | Temporada | Episodios | Episodios | Lanzamiento original  | Lanzamiento original  |
| --------- | --------- | --------- | --------- | --------------------- | --------------------- |
|           | 1         | 4         | 4         | 7 de julio de 2017    | 7 de julio de 2017    |
|           | 2         | 8         | 8         | 26 de octubre de 2018 | 26 de octubre de 2018 |
|           | 3         | 10        | 10        | 5 de marzo de 2020    | 5 de marzo de 2020    |
|           | 4         | 10        | 10        | 13 de mayo de 2021    | 13 de mayo de 2021    |

### Primera temporada (2017)
| N.º en serie | N.º en temp. | Título             | Dirigido por | Escrito por  | Fecha de lanzamiento original |
| --- | ------------ | ------------------ | ------------ | ------------ | ----------------------------- |
| 1 | 1            | «Botella de bruja» | Sam Deats    | Warren Ellis | 7 de julio de 2017            |
| En Valaquia en 1455, una joven llamada Lisa que desea ser médica busca a Vlad Dracula Tepes, un vampiro con avanzados conocimientos científicos. Intrigada por su coraje y ambición, Drácula acepta enseñarle, mientras que a su vez le ofrece ayudarlo a reconectarse con la humanidad. Los dos finalmente se enamoran y se casan. Veinte años más tarde (1475), en la ciudad de Târgoviște, Lisa es quemada en la hoguera después de que un obispo descubre el equipo científico en su casa y la acusa de brujería. Drácula está devastado y furioso al enterarse de la muerte de su esposa y declara que las personas tienen un año para hacer las paces, después de lo cual todos los humanos en Valaquia morirán por su mano. Su hijo Adrian le dice que, en cambio, persiga al hombre responsable en lugar de toda la humanidad, pero Drácula se niega a escucharlo y lo ataca. Un año más tarde, el arzobispo organiza una celebración en desafío a Drácula. Según lo prometido, Drácula mata al arzobispo, destruye la iglesia y ordena a su ejército de demonios a asesinar a todas las personas que quedan en Valaquia. A medida que el ejército se extiende por toda la tierra, la gente culpa a las familias nobles del reino, incluidos los Belmonts. |              |                    |              |              |                               |
| 2 | 2            | «Necrópolis»       | Sam Deats    | Warren Ellis | 7 de julio de 2017            |
| Después de un altercado en un pub, Trevor Belmont busca comida y descanso en la ciudad de Gresit, que ha sido asediada por las fuerzas de Drácula todas las noches. A medida que pasa por la ciudad, se entera de que la gente del pueblo culpa a un grupo de usuarios de magia conocidos como los Oradores por el asalto de Drácula. Él salva a su Anciano de un par de sacerdotes corruptos que lo llevan de regreso a su casa para encontrarse con sus compañeros oradores. Trevor insiste en que abandonen la ciudad por su propia seguridad, pero el Anciano se niega, ya que su nieta desapareció después de aventurarse en las catacumbas debajo de la ciudad en busca del "soldado dormido", un héroe legendario que creen que puede derrotar a Drácula. A regañadientes, Trevor acepta recuperar a la nieta perdida. |              |                    |              |              |                               |
| 3 | 3            | «Laberinto»        | Sam Deats    | Warren Ellis | 7 de julio de 2017            |
| Al explorar las catacumbas, Trevor se da cuenta de que se han construido de manera inusual y contienen dispositivos que coinciden con las antiguas descripciones familiares de dispositivos dentro del castillo de Drácula. Al encontrar una estatua de piedra en el rostro de un Orador, Trevor es atacado por un cíclope gigante. Derrota a la criatura, libera su maldición y rescata a la nieta del Anciano, Sypha Belnades. Después de devolver a Sypha a su abuelo, el obispo local convoca a Trevor a la iglesia, el mismo obispo que ordenó la ejecución de Lisa. Le ordena a Trevor que abandone Gresit antes de la puesta del sol, ya que planean liderar una mafia para matar a los Oradores, ofreciendo perdonar a Trevor y restaurar su apellido a cambio. Con los Oradores negándose a retirarse, Trevor los tiene escondidos en la cámara del cíclope y se enfrenta a los sacerdotes que lideran la multitud antes de escapar a la ciudad. |              |                    |              |              |                               |
| 4 | 4            | «Monumento»        | Sam Deats    | Warren Ellis | 7 de julio de 2017            |
| Cae la noche cuando el ejército de Drácula desciende sobre Gresit. Las criaturas nocturnas invaden la iglesia y le declaran al obispo que Dios lo ha abandonado antes de matarlo. Mientras Trevor continúa su escape, Sypha parece ayudarlo y se revela como una poderosa usuaria de magia. Trevor expone las acciones del clero como la verdadera razón de la invasión de Drácula y ayuda a la gente a montar una defensa contra los demonios. Durante la batalla, el suelo se derrumba debajo de Trevor y Sypha y caen profundamente en las catacumbas sumergidas de la ciudad. Adentrándose más profundamente, encuentran al "soldado durmiente", que se revela como Adrian, quien ha pasado un año recuperándose de su última pelea con Drácula. Adrian, ahora llamado Alucard, se enfrenta a Trevor en la batalla, pero después de ver su determinación y la de Sypha, cede. Alucard revela que el mito del "soldado durmiente" era en realidad del futuro y predijo su encuentro con Belmont y Sypha, y que estaba probando sus habilidades. Los tres se preparan para desafiar a Drácula y poner fin al conflicto para siempre. |              |                    |              |              |                               |

### Segunda temporada (2018)
| N.º en serie | N.º en temp. | Título                              | Dirigido por | Escrito por  | Fecha de lanzamiento original |
| ------------ | ------------ | ----------------------------------- | ------------ | ------------ | ----------------------------- |
| 5            | 1            | «War Council» «Consejo de guerra»   | Sam Deats    | Warren Ellis | 26 de octubre de 2018         |
| 6            | 2            | «Old Homes» «Hogares ancestrales»   | Spencer Wan  | Warren Ellis | 26 de octubre de 2018         |
| 7            | 3            | «Shadow Battles» «Batallas ocultas» | Adam Deats   | Warren Ellis | 26 de octubre de 2018         |
| 8            | 4            | «Broken Mast» «Mástil roto»         | Sam Deats    | Warren Ellis | 26 de octubre de 2018         |
| 9            | 5            | «Last Spell» «Último hechizo»       | Sam Deats    | Warren Ellis | 26 de octubre de 2018         |
| 10           | 6            | «The River» «El río»                | Spencer Wan  | Warren Ellis | 26 de octubre de 2018         |
| 11           | 7            | «For Love» «Por amor»               | Sam Deats    | Warren Ellis | 26 de octubre de 2018         |
| 12           | 8            | «End Times» «El fin de los días»    | Adam Deats   | Warren Ellis | 26 de octubre de 2018         |

### Tercera temporada (2020)
| N.º en serie | N.º en temp. | Título                                                                            | Dirigido por           | Escrito por  | Fecha de lanzamiento original |
| ------------ | ------------ | --------------------------------------------------------------------------------- | ---------------------- | ------------ | ----------------------------- |
| 13           | 1            | «Bless Your Dead Little Hearts» «Benditos sean vuestros corazones muertos»        | Sam Deats              | Warren Ellis | 5 de marzo de 2020            |
| 14           | 2            | «The Reparation of My Heart» «La reparación de mi corazón»                        | Sam Deats              | Warren Ellis | 5 de marzo de 2020            |
| 15           | 3            | «Investigators» «Investigadores»                                                  | Sam Deats              | Warren Ellis | 5 de marzo de 2020            |
| 16           | 4            | «I Have a Scheme» «Tengo un plan»                                                 | Sam Deats              | Warren Ellis | 5 de marzo de 2020            |
| 17           | 5            | «A Seat of Civilisation and Refinement» «Un lugar de civilización y refinamiento» | Sam Deats              | Warren Ellis | 5 de marzo de 2020            |
| 18           | 6            | «The Good Dream» «El buen sueño»                                                  | Sam Deats & Adam Deats | Warren Ellis | 5 de marzo de 2020            |
| 19           | 7            | «Worse Things Than Betrayal» «Cosas peores que la traición»                       | Sam Deats              | Warren Ellis | 5 de marzo de 2020            |
| 20           | 8            | «What the Night Brings» «Qué nos depara la noche»                                 | Sam Deats              | Warren Ellis | 5 de marzo de 2020            |
| 21           | 9            | «The Harvest» «La cosecha»                                                        | Sam Deats & Adam Deats | Warren Ellis | 5 de marzo de 2020            |
| 22           | 10           | «Abandon All Hope» «Abandonen toda esperanza»                                     | Sam Deats              | Warren Ellis | 5 de marzo de 2020            |

### Cuarta temporada (2021)
| N.º en serie | N.º en temp. | Título                                                  | Dirigido por                  | Escrito por  | Fecha de lanzamiento original |
| ------------ | ------------ | ------------------------------------------------------- | ----------------------------- | ------------ | ----------------------------- |
| 23           | 1            | «Murder Wakes It Up» «El asesinato lo despierta»        | Sam Deats                     | Warren Ellis | 13 de mayo de 2021            |
| 24           | 2            | «Having the World» «Tener el mundo»                     | Sam Deats                     | Warren Ellis | 13 de mayo de 2021            |
| 25           | 3            | «Walk Away» «Aléjate»                                   | Sam Deats                     | Warren Ellis | 13 de mayo de 2021            |
| 26           | 4            | «You Must Sacrifice» «Debes sacrificarte»               | Sam Deats                     | Warren Ellis | 13 de mayo de 2021            |
| 27           | 5            | «Back in the World» «Has vuelto al mundo»               | Sam Deats                     | Warren Ellis | 13 de mayo de 2021            |
| 28           | 6            | «You Don't Deserve My Blood» «No os merecéis mi sangre» | Sam Deats                     | Warren Ellis | 13 de mayo de 2021            |
| 29           | 7            | «The Great Work» «La gran obra»                         | Sam Deats                     | Warren Ellis | 13 de mayo de 2021            |
| 30           | 8            | «Death Magic» «Magia de muerte»                         | Sam Deats                     | Warren Ellis | 13 de mayo de 2021            |
| 31           | 9            | «The Endings» «Los finales»                             | Sam Deats                     | Warren Ellis | 13 de mayo de 2021            |
| 32           | 10           | «It's Been a Strange Ride» «Ha sido un viaje raro»      | Sam Deats y Amanda Sitareh B. | Warren Ellis | 13 de mayo de 2021            |